# Diogeniano
Diogeniano (in greco antico: Διογενιανός?, Diogenianós; in latino Diogenianus; Eraclea Pontica, fine I secolo d.C. ? – dopo il 138 d.C. ?) è stato un grammatico greco antico.

## Biografia
Di Eraclea nel Ponto, di Diogeniano sappiamo solo, attraverso Suda, che sarebbe vissuto durante il regno dell'imperatore Adriano (117-138). Infatti Suda affermaː
(trad. A. D'Andria)

## Opere
Diogeniano è noto per le sue Λέξεις παντοδαπαὶ κατὰ στοιχεῖον, in 5 libri, un'epitome del grande lessico (Περὶ γλωσσῶν) di Panfilo di Alessandria.
Il suo lessico, comunque, dovrebbe essere alla base di quelli di Esichio, che nella prefazione descrive la sua opera come una nuova edizione di quella di Diogeniano, e di Suda. Ne resta un'ampia porzione, contenente una collezione di proverbi, sotto il titolo Παροιμίαι δημώδεις ἐκ τῆς Διογενιανοῦ συναγωγῆς: l'opera è in ordine alfabetico e contiene 775 proverbi.

Diogeniano scrisse anche un'antologia di epigrammi di tipo scoptico e simposiale (Επιγραμμάτων ανθολόγιον) e una lista riguardante fiumi, laghi, colline, montagne e vette di montagne (περί ποταμών λιμνών κρηνών ορών ακρωρειών).